# Symplecta (Psiloconopa) tridenticulata
Symplecta (Psiloconopa) tridenticulata is een tweevleugelige uit de familie steltmuggen (Limoniidae). De soort komt voor in het Palearctisch gebied.